# 饰纹小头蛇
饰纹小头蛇（学名：Oligodon ornatus），又名飾紋小頭蛇、黃腹紅寶蛇，为游蛇科小头蛇属的爬行动物。分布于台湾岛以及中国大陆的浙江、福建、江西、湖南、广西、四川等地，主要栖息于有森林的高山。该物种的模式产地在台湾。

## 特徵
赤腹松柏根為無毒的小型蛇類，最大約80公分。頭部以三個倒過來的「V」字型條紋，體色為棕褐色，腹部中央有一條紅色的縱帶，兩側有部規則的黑色斑紋

## 習性
習性與赤背松柏根相似，棲息於山區、溪流、農墾地等環境，以鳥類、蜥蜴的卵為食。

## 保护
本种于2023年被收录入《有重要生态、科学、社会价值的陆生野生动物名录》。